# Diocèse de Saint-Flour
Le diocèse de Saint-Flour (en latin : Dioecesis Sancti Flori) est un diocèse de l'Église catholique en France. Érigé en 1317, c'est un des deux diocèses historiques d'Auvergne. Il correspond aujourd'hui au territoire du département du Cantal et fait partie de la province ecclésiastique de Clermont.
Depuis le 12 septembre 2021 le siège épiscopal est occupé par Didier Noblot.

## Histoire
Le diocèse de Saint-Flour a été érigé par le roi en 1317 par démembrement de l'ancien diocèse d'Auvergne, ce qui a été confirmé par le pape Jean XXII par la bulle Salvator noster. À l'époque Aubert Aycelin de Montaigu en était le titulaire. Il regroupait les paroisses qui se trouvaient dans l'aire des abbayes d'Aurillac, de Saint-Flour et du chapitre de Brioude. Le nouveau diocèse regroupa ainsi les archiprêtrés d'Aurillac, de Blesle, de Brioude, de Langeac et de Saint-Flour. Plusieurs collégiales furent fondées après cette création.
Le diocèse ressemblait, de façon assez éloignée, à l'actuel département du Cantal puisqu'il ne comprenait pas le Mauriacois, l'Artense et le Cézalier mais comprenait le Brivadois, le Nord de la Margeride ainsi qu'un bourg du Quercy : Lamativie. Le village de Landeyrat en faisait partie mais Allanche, dans l’archiprêtré d'Ardes, en était exclu. Le diocèse était suffragant de l'archidiocèse de Bourges.
C'est en 1653 qu'a été institué le séminaire diocésain, qui a été fermé en 1959.
À la suite de la Révolution française, le diocèse de Saint-Flour devint seul évêché dans cette région. En effet, en tant que citadelle du rite tridentin, le Puy-en-Velay était tellement proche de Rome que l'État fit supprimer celui du Puy et son diocèse était attaché à celui de Saint-Flour, jusqu'à ce que le pape Léon XII ainsi que le roi Louis XVIII rétablissent l'évêque du Puy le 27 avril 1823.
Des années 1830 à 1950, le diocèse a été le berceau de nombreux missionnaires fondateurs outre-mer de nouvelles chrétientés. Parmi les figures marquantes du diocèse, outre saint Flour (fondateur du diocèse) ou saint Géraud, l'on peut distinguer saint Jacques Berthieu (1838-1896), martyr à Madagascar, l'abbé François Filiol (1764-1793), martyr de la Révolution guillotiné à Mauriac, la bienheureuse Catherine Jarrige (1754-1836) ou encore Jean-Baptiste Vigouroux, (1816-1898) fondateur de la première mission catholique de Nouvelle-Calédonie et acteur de l'union du territoire avec la France.
Depuis le 8 décembre 2002, le diocèse fait partie de la province ecclésiastique de Clermont. Actuellement, il correspond exactement aux limites administratives du département du Cantal.

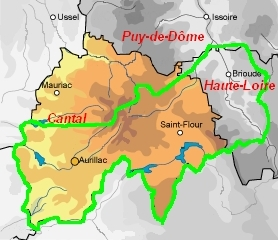
Limites (en vert) de l'ancien diocèse de Saint-Flour superposées au département du Cantal.

Le diocèse a pour saint patron le premier évêque de Lodève, Flour (Florus), et comme patron secondaire saint Géraud, patron de la Haute-Auvergne.

## Abus sexuels
En 2012, un jeune homme indique par courrier au responsable du diocèse le comportement de Philippe Pouzet, ce dernier l'ayant agressé sexuellement en 2001, dans un presbytère à Saint-Flour. L'évêque du  diocèse, Bruno Grua, ne le reçoit pas, n'informe pas la justice et maintient le prêtre dans ses fonctions. C'est cinq ans plus tard, en 2017, que cette lettre est finalement transmise au tribunal quand des premiers soupçons de pédophilie apparaissent . En novembre 2024, Philippe Pouzet est condamné par la cour d’assises du Cantal, à dix-huit ans de prison, pour les agressions sexuelles et le viol de quatre enfants de Massiac entre 2011 et 2017. 

## Personnalités
- Saint Jacques Berthieu fut prêtre de ce diocèse (ordonné en 1864) avant de devenir jésuite (1873) et de partir comme missionnaire à Madagascar, canonisé en 2012.
- Gerbert d'Aurillac (né entre 945 et 950 à Aurillac, en Auvergne – mort le 12 mai 1003 à Rome), pape sous le nom de Sylvestre II de 999 à 1003, est un philosophe, un mathématicien et un mécanicien.

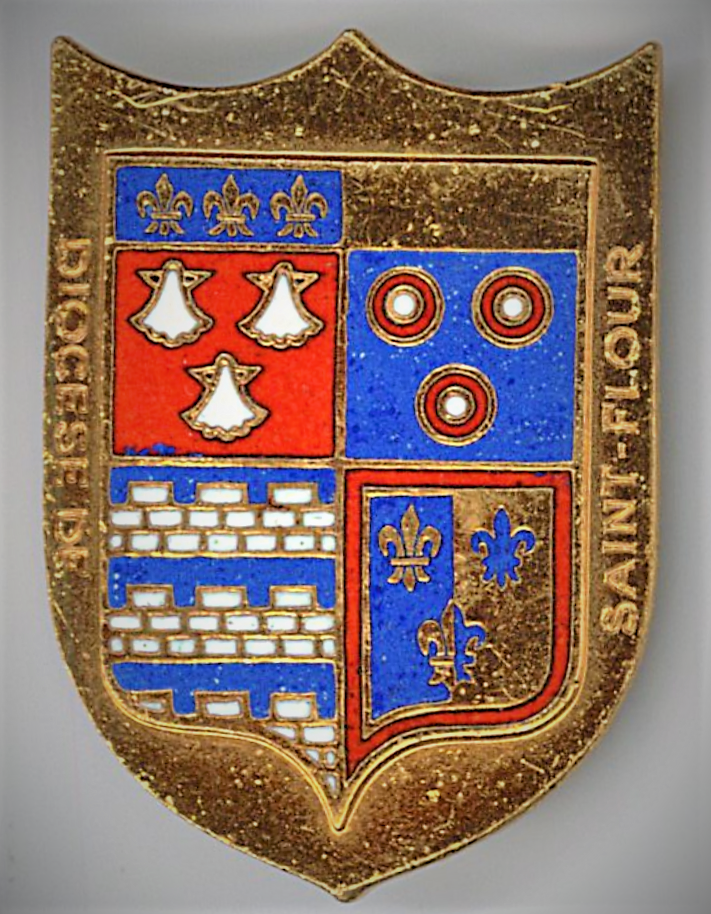
Blason du diocèse de Saint-Flour.

## Évêques de Saint-Flour
Didier Noblot a été nommé évêque de Saint-Flour le 11 juin 2021 par le pape François.

## Statistiques
- En 1949, le diocèse comprenait 190 888 baptisés pour une population de 190 888 habitants (100 %), servis par 392 prêtres (332 diocésains et 60 réguliers), 60 religieux et 580 religieuses dans 317 paroisses.
- En 1970, le diocèse comprenait 167 000 baptisés pour une population de 168 814 habitants (98,9 %), servis par 264 prêtres (261 diocésains et 3 réguliers), 10 religieux et 495 religieuses dans 258 paroisses.
- En 1999, le diocèse comprenait 149 000 baptisés pour une population de 158 722 habitants (93,9 %), servis par 152 prêtres (145 diocésains et sept réguliers), quatre diacres permanents, sept religieux et 190 religieuses dans 302 paroisses.
- En 2004, le diocèse comprenait 145 000 baptisés pour une population de 150 778 habitants (96,2 %), servis par 130 prêtres (120 diocésains et dix réguliers), cinq diacres permanents, 14 religieux et 165 religieuses dans 263 paroisses.
- En 2017, le diocèse comprenait 143 000 baptisés pour une population de 146 000 habitants (97,9 %), servis par 56 prêtres (50 diocésains et six réguliers), dix diacres permanents, 12 religieux et 39 religieuses dans 20 paroisses[7].

Dans ce département rural à la population en baisse et aux églises de village fermées, frappé par la crise économique, il y a eu deux décrochages pour le diocèse de Saint-Flour : dans les années 1970 avec la crise du clergé et de nombreux départs, ainsi que le début du tarissement total des vocations féminines, et à partir du début du XXIe siècle une chute plus brutale et rapide avec la conséquence de la baisse des baptêmes. Les paroisses sont regroupées désormais en 20 entités.
- En 2019, le diocèse enregistre une ordination sacerdotale[8].